# Thripadectes
Thripadectes (boomjagers) is een geslacht van zangvogels uit de familie ovenvogels (Furnariidae).

## Soorten
Het geslacht kent de volgende soorten:
- Thripadectes flammulatus – Andesboomjager
- Thripadectes holostictus – Gestreepte boomjager
- Thripadectes ignobilis – Eenkleurige boomjager
- Thripadectes melanorhynchus – Zwartsnavelboomjager
- Thripadectes rufobrunneus – Streepborstboomjager
- Thripadectes scrutator – Schubkeelboomjager
- Thripadectes virgaticeps – Streepkopboomjager